# Eragrostis flavicans
Eragrostis flavicans är en gräsart som beskrevs av Alfred Barton Rendle. Eragrostis flavicans ingår i släktet kärleksgrässläktet, och familjen gräs. Inga underarter finns listade i Catalogue of Life.